# Kate Hall
Kate Semmelroth Hall (ur. 21 maja 1983 w Harwich) – duńska piosenkarka.
Od 1986 mieszka w Allerød. Od 2005 popularna w Niemczech, odkryta przez Alexa Christensena. Była zaręczona z Benem, z którym nagrała cztery single i album, obecnie występuje solo.